# Meister der Madonna Straus

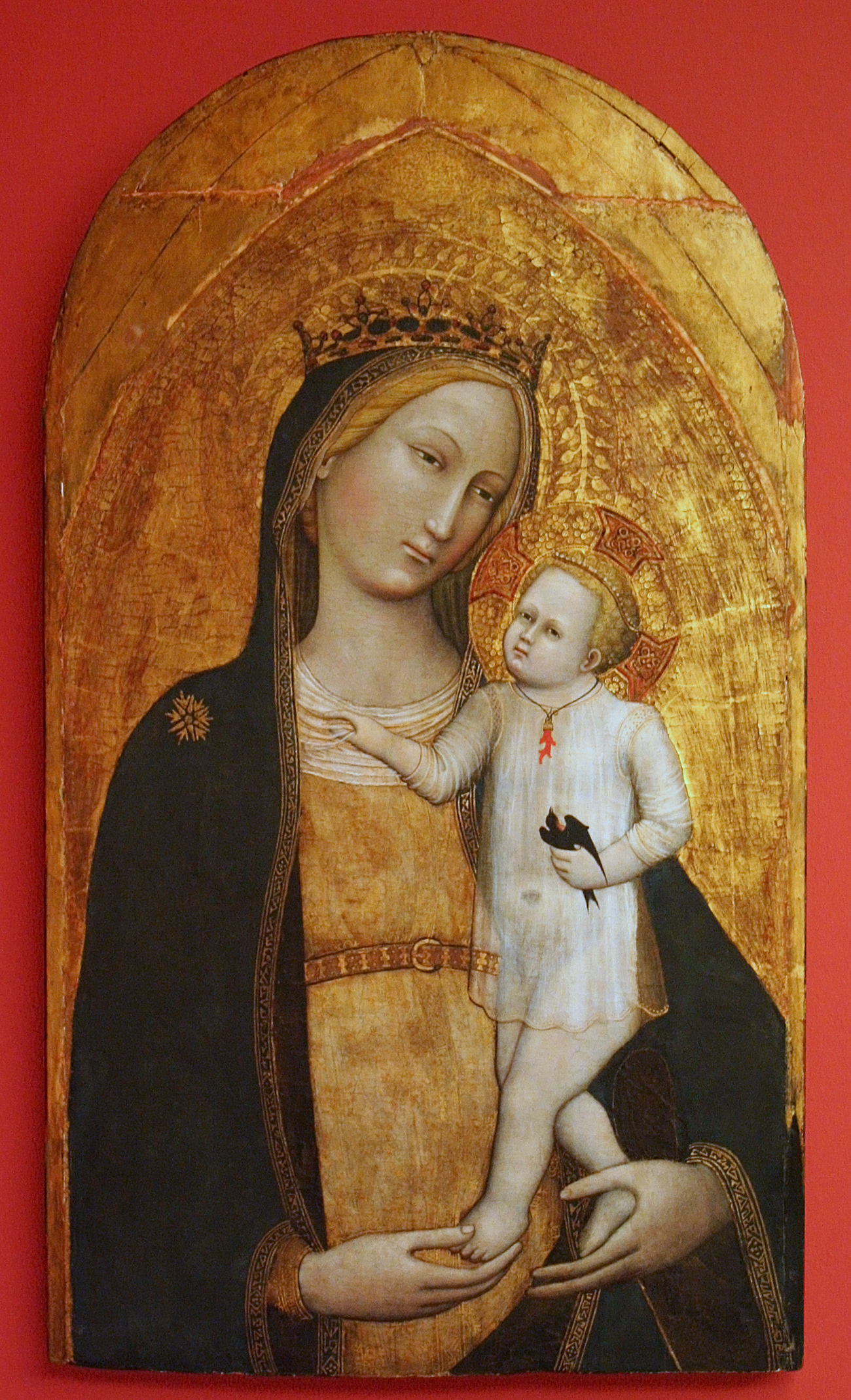
Madonna mit Kind, Öl auf Holz, zwischen 1385 und 1389, Bonnefantenmuseum, Maastricht

Als Meister der Madonna Straus (engl. Master of the Straus Madonna) wird der italienische Maler bezeichnet, der um 1385 ein kleinformatiges Bild der Madonna mit Kind auf Goldgrund gemalt hat. Das 90 Zentimeter hohe und 48 breite Werk befand sich in neuerer Zeit in der Sammlung von Edith A. und Percy  S. Straus aus New York in den Vereinigten Staaten und kam dann als deren Schenkung an das Museum of Fine Arts nach Houston in Texas.  
Der namentlich nicht bekannte Meister der Madonna Straus war wohl in Florenz von ungefähr 1385 bis 1415 tätig. Mehr als 30 Werke werden ihm zugeschrieben. Man kann im Werk des Meisters die gleiche Richtung erkennen wie im Spätwerk des ebenfalls florentinischen Malers Lorenzo Monaco oder dem seines Zeitgenossen in Florenz Agnolo Gaddi. Jedoch entwickelte der Meister der Madonna Straus seine eigene typische Formensprache und Farbwahl mit traumhaft-ekstatischer Ausdruckskraft. So ist der Meister wie auch sein florentinischer Zeitgenosse, der Meister des Bambino Vispo, ein bedeutendes Beispiel einer neuen, sehr realistischen gotischen Malerei in Florenz. Die Madonnen des Meisters der Madonna Straus sind noch in fast ikonenhafter Pose dargestellt, auf den späten Bildern des Meister sind aber dann zum Beispiel Tiere und Blumen genauer beobachtet dargestellt. Diese Naturbeobachtung deutet auf den  Übergang der „himmelwärts“ gerichteten Motivwahl der Spätgotik in die Renaissance und deren Darstellung auch der Umgebung des Menschen hin. Diese Entwicklung setzt in Florenz dann beispielsweise der Maler Masolino da Panicale weiter fort.
Im Vergleich mit Madonnenbildern des bereits 80 Jahre früher in Italien im Renaissancestil malenden Giotto di Bondone zeigt sich jedoch, dass der Meister der Madonna Straus noch in traditioneller Ikonographie stand, sei es nun, da er sich als Künstler dieser traditionellen Malweise verpflichtet fühlte oder auch weil seine Auftraggeber den alten Stil noch bevorzugten.

## Werke (Auswahl)
- Madonna mit Kind, aus der Sammlung Straus, um 1385, Museum of Fine Art, Houston, TX
- Madonna mit Kind, daneben Kreuzigungsszene, um 1385, Carnegie Museum of Art Inv. Nr. 70.29.2
- Kreuzigungsszene mit Symbolen der Passion (Madonna und Schmerzensmann), um 1395, Galleria dell’Accademia, Florenz
- Verkündigung, um 1390, Diözesanmuseum, Florenz
- Madonna mit Kind und Engel und vier Heiligen, um 1400, Art Gallery of Ontario #60/70
- Anbetung der Könige, um 1410, Seattle Art Museum, Seattle, WA
- Stationen des Kreuzwegs, um 1410, Národní Galerie, Prag und  Sammlung Fioratti, New York
- Thronende Madonna mit Kind und Engeln und Heiligen, um 1410, Astley Cheetham Art Gallery, Stalybridge, Tameside, UK